# Xiao Qian

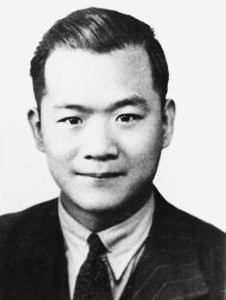
Xiao Qian (1939)

Xiao Qian (geboren 27. Januar 1910 in Peking; gestorben 11. Februar 1999 ebenda) war ein chinesischer Journalist und literarischer Übersetzer.

## Leben
Xiao Qian besuchte ab 1917 eine Schule europäischer Missionare und musste nebenher für seinen Lebensunterhalt arbeiten. Mit vierzehn Jahren schloss er sich dem Kommunistischen Jugendverband Chinas an. Ab 1931 studierte er an der Katholischen Fu-Jen-Universität. Er schloss Freundschaft mit dem Schriftsteller Shen Congwen und gab einige Nummern eines englischsprachigen Magazins mit Übersetzungen chinesischer Literatur heraus. Ab 1933 studierte er Journalismus an der Yanjing-Universität, an der in seiner Zeit der US-Amerikaner Edgar Snow als Lektor beschäftigt war. Nach dem Examen ging er 1936 nach England und fand dort eine Beschäftigung als Lecturer am University College London und ab 1939 als Chinesisch-Lehrer an der School of Oriental and African Studies. Während des Zweiten Weltkriegs schrieb er für die chinesische Zeitung „Ta Kung Pao“  Reportagen über das Leben in England. Bei Ende des Krieges ging er als Kriegskorrespondent mit der British Army über den Rhein und war einer der ersten ausländischen Reporter im eroberten Berlin. Nach Ende des Kriegs berichtete er von der Konferenz von San Francisco, von der Potsdamer Konferenz und vom Nürnberger Prozess gegen die Hauptkriegsverbrecher.
Xiao kehrte Ende 1945 nach China zurück und wurde Hochschullehrer an der Fudan-Universität in Shanghai. Er übersetzte Werke der europäischen Literatur ins Chinesische, darunter Dramen William Shakespeares, Stephen Leacocks und Peer Gynt von Henrik Ibsen. Sein Buch über Shakespeare erzielte eine Million Verkäufe. Er übersetzte auch Tom Jones von Henry Fielding und Der brave Soldat Schwejk von Jaroslav Hašek. Später übersetzte er mit seiner vierten Ehefrau Wen Jieruo den Roman Ulysses von James Joyce, der 1994 in Druck ging.
In der Zeit des Großen Sprungs nach vorn 1957 wurde er politisch verfolgt und aufs Land verbannt. Er wurde 1979 rehabilitiert und konnte erst seitdem wieder unter seinem Namen publizieren. Xiao war zuletzt Direktor eines Forschungsinstituts beim Zentralkomitee der Kommunistischen Partei Chinas. Xiao wurde Vorsitzender der Chinesischen Schriftstellervereinigung.

## Schriften (Auswahl)
- Semolina and others. Essays. Verschiedene Übersetzer. Hongkong: Joint Pub. Co., 1984
- Chestnuts and other stories. Verschiedene Übersetzer. Peking: China International Book Trading Corp., 1984
- Traveller without a map. Übersetzer Jeffrey C. Kinkley. Stanford, Calif.: Stanford University Press, 1993 ISBN 978-7-5399-2568-4